# ولو تافنائو
ولو تافنائو (استونیایی: Vello Tafenau؛ زادهٔ ۱ ژانویهٔ ۱۹۵۲) سیاستمدار و نماینده سابق مجلس اهل استونی است.